# Генерал-полковник инженерно-артиллерийской службы
Генерал-полковник инженерно-артиллерийской службы — воинское звание высшего офицерского состава инженерно-артиллерийской службы в Вооружённых Силах СССР в 1942 г. — 1950-е гг.

## История
Установлено постановлением Государственного комитета обороны СССР от 3 марта 1942 г. № 1381 «О введении персональных воинских званий инженерно-техническому составу артиллерии Красной Армии».
Отменено в первой половине 1950-х гг. После отмены воинского звания генерал-полковники инженерно-артиллерийской службы стали считаться состоящими в воинском звании генерал-полковник инженерно-технической службы.

## Список генерал-полковников инженерно-артиллерийской службы
В скобках после имени указана дата присвоения воинского звания.
1. Ванников Борис Львович (18.11.1944)
2. Устинов Дмитрий Федорович (18.11.1944[2])
3. Чечулин Петр Петрович (18.11.1944)[3]